# Sončev polmer
Sónčev polmér je v astronomiji enota za dolžino, ki se uporablja za izražanje velikosti zvezd in večjih astronomskih teles. Enak je polmeru Sonca:
{\displaystyle r_{\odot }=6,960\cdot 10^{8}{\hbox{ m}}=0,00464912637\,{\hbox{a.e.}}} (astronomska enota)
Astronomska enota je enaka:
{\displaystyle 1\,{\hbox{a.e.}}=1/r_{\odot }\approx 215\,\!.}
Ni še natančno znano ali se Sončev polmer kratkoročno spreminja. Ocene meritev fotosferičnega polmera med letoma 1981 in 1987 dajo vrednost 695,508 ± 0,026 Mm. Letno povprečje za polmer je znotraj opazovalne napake ± 0,037 Mm.

## Navidezni Sončev polmer
Srednji navidezni Sončev premer z Zemlje je 32' ali 0,53°. V prisončju na začetku januarja je njegova navidezna velikost 32' 32", v odsončju na začetku julija pa le 31' 28". Navidezni premer Sonca na razdalji 1 parseka bi bil 0,0093", na razdalji 1 a.e. pa je, kot rečeno, 31' 59".

## Zgledi
- Sončev polmer je približno 109 Zemljinih polmerov rZ ali 9,7 polmerov Jupitra rJ, ki je 0,1027 r☉.
- Sonce je oddaljeno od središča Galaksije za približno 367.011.095.919 svojih polmerov (27.000 svetlobnih let).
- Svetloba v vakuumu prepotuje razdaljo Sončevega polmera v 2,32 sekundah. V času ene sekunde prepotuje razdaljo 0,431 Sončevega polmera (sicer fotoni potujejo iz Sončeve sredice na njegovo površino približno 100 let), v eni minuti razdaljo 25,8 Sončevih polmerov in v času enega leta 13.593.004 Sončevih polmerov.
- Razmerja med različnimi polmeri

| {\displaystyle r_{\bigodot }} | Enota                         |
| ----------------------------- | ----------------------------- |
| 6.955×108                     | m                             |
| 6.955×105                     | km                            |
| 0.0046491                     | AU                            |
| 2.254×10−8                    | pc                            |
| 359 · 10−18                   | Vodikov atom(25 pm)           |
| 760 · 10−18                   | Bohrov polmer(5,29 · 10−11 m) |